# Aeroportul José Leonardo Chirino
Aeroportul José Leonardo Chirino (IATA: CZE, ICAO: SVCR) este un aeroport din Municipio Miranda⁠(d), Falcón, Central-Western Region⁠(d), Venezuela ce deservește zona Coro, Venezuela. A fost numit după José Leonardo Chirino⁠(d).
Situat la o altitudine de 15 m, aeroportul dispune de 1 pistă.

## Infrastructură

### Piste
Aeroportul dispune de o singură pistă. Pista 09/27 are suprafața de asfalt. 